# 제64전투기항공군단
제64전투기항공군단은 6.25 전쟁 당시 소련이 비밀리에 파견한 공군 부대로, 조선인민군 공군 및 중국 인민해방군 공군을 지원하기 위해 파견된 부대였다. 1950년 6월 6.25 전쟁이 발발했다. 1950년 10월 11일, 스탈린은 중국 인민지원군 부대가 북한으로 이동하는 것을 지원하기 위해 소련 공군의 미코얀구레비치 MiG-15 전투기를 파견하는 것에 동의했다. 이들 전투기는 압록강의 다리와 수력발전소, 북한의 시설, 그리고 중국 공산군의 후방 지역을 방어하는 임무를 맡았으며, 군단 소속 조종사들은 중국 공산군과 북한 조종사들을 훈련시키기도 했다. 1950년 11월 1일부터 소련의 MiG-15 전투기들은 압록강 상공에서 방어 순찰을 시작했다. 제64전투기항공군단은 11월 14일에 창설되었으며, 제28근위전투항공사단, 제50근위전투항공사단, 제151근위전투항공사단으로 구성되었다. 초대 지휘관은 이반 벨로프소장이었다. 1953년 7월 27일 휴전 협정 이후, 군단은 한국에서 철수했다. 이후 페트로자보츠크로 이동하여 제22항공군에 소속되었다. 군단은 1956년에 해체되었다.